# Schizostylis
Schizostylis é um género botânico pertencente à família Iridaceae.